# Етерсгейм
Етерсгейм (нід. Etersheim) — селище в нідерландській провінції Північна Голландія. Входить до муніципалітету Едам-Волендам.
Перша згадка про населений пункт датується 1277 роком.
До 1848 року мало статус окремого муніципалітету.

## Галерея

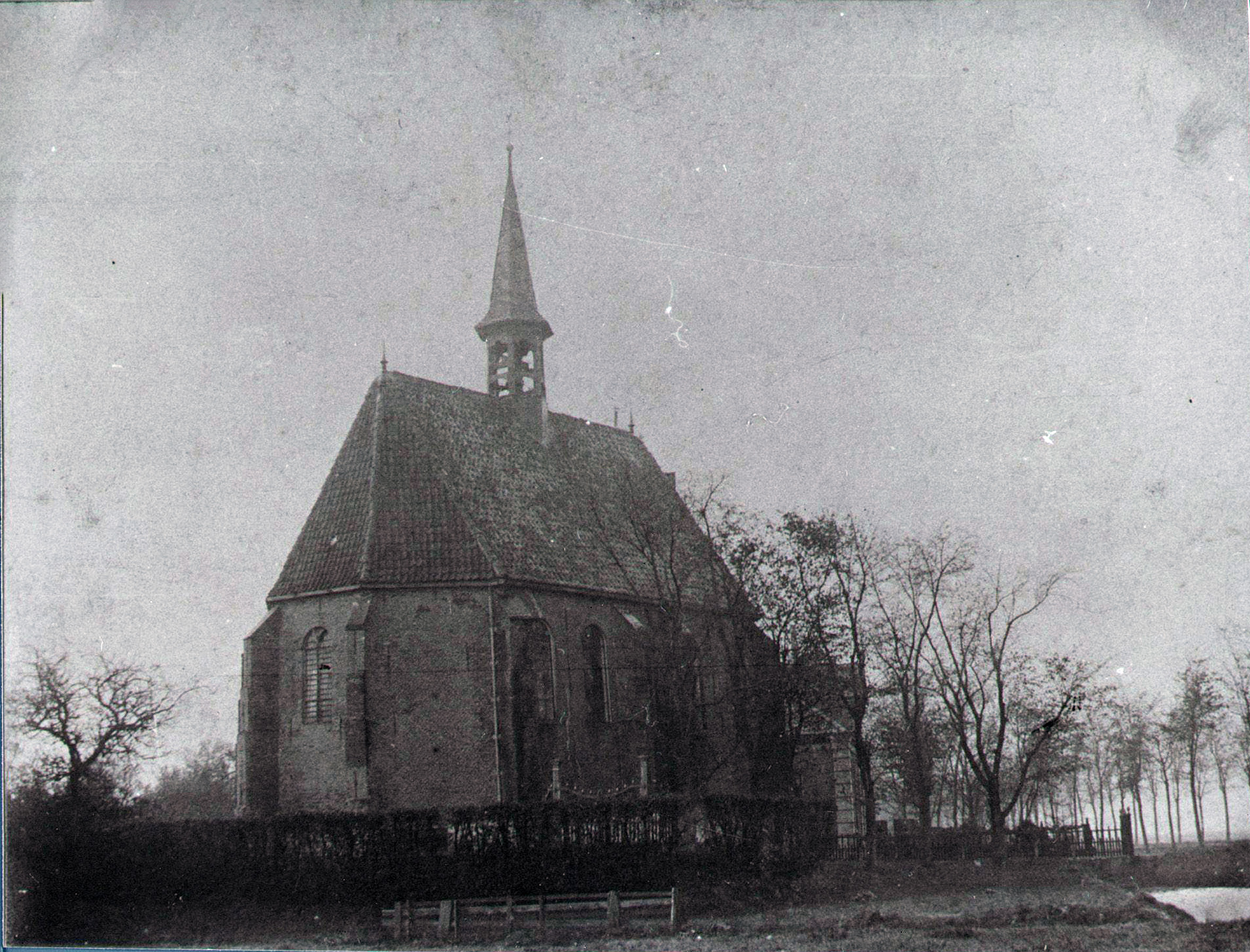
Стара церква
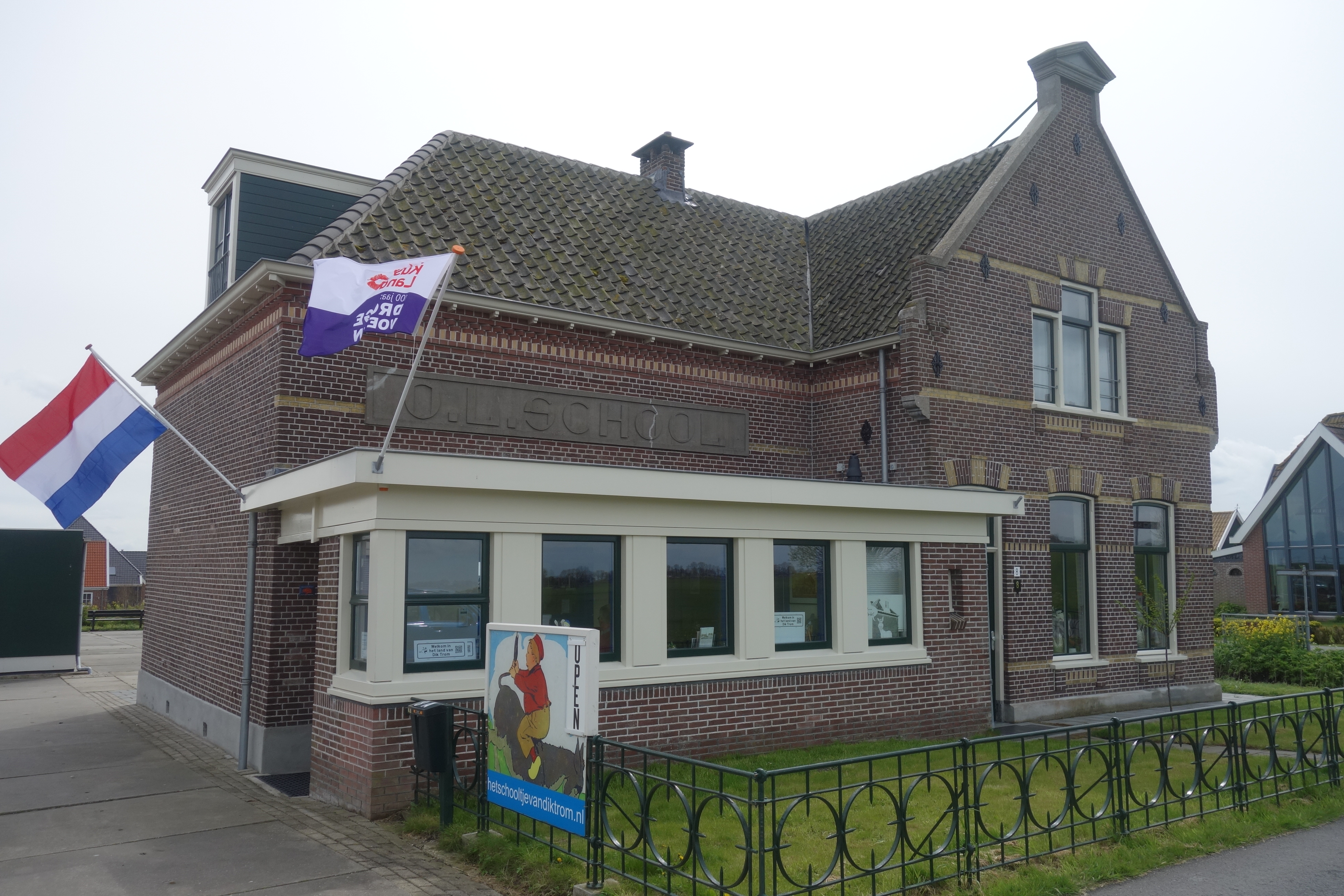
Музей Dik Trom
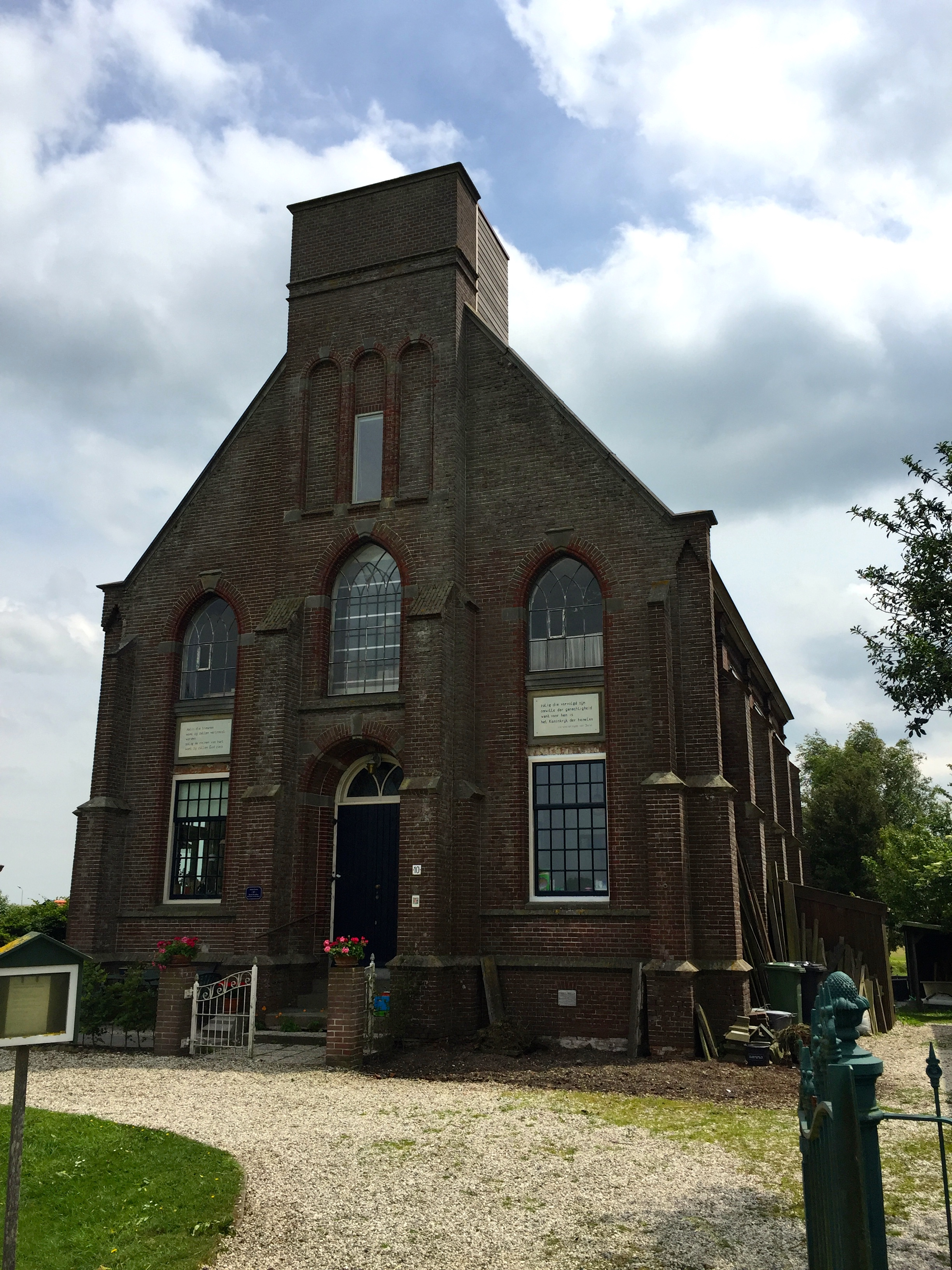
Сучасна церква Етерсгейма
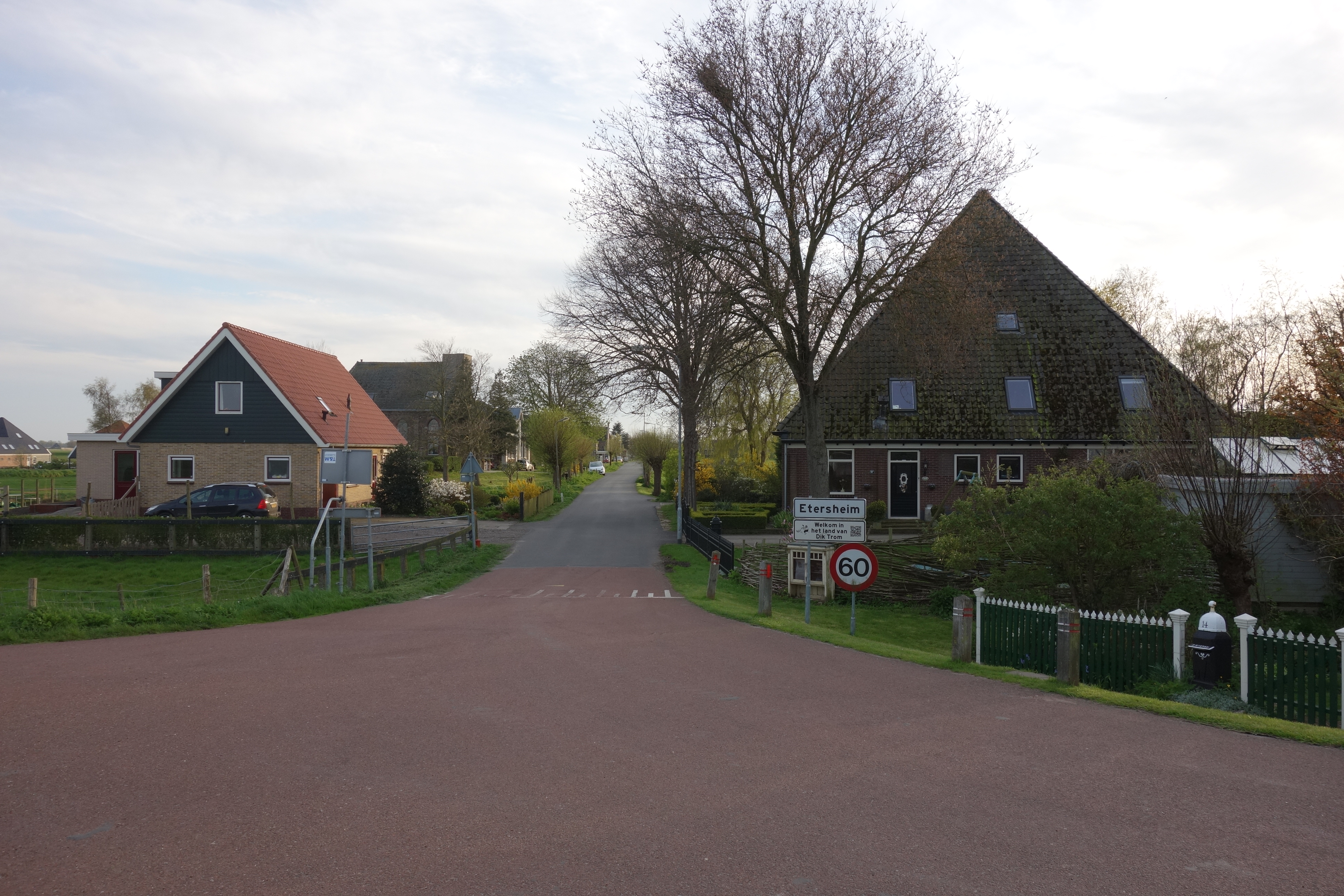
Вулична панорама